# Венді Брюс
Венді Брюс  (англ. Wendy Bruce; нар. 23 березня 1973) — американська гімнастка, олімпійська медалістка.

## Виступи на Олімпіадах
| Олімпіада      | Дисципліна        | Місце              |
| -------------- | ----------------- | ------------------ |
| Барселона 1992 | абсолютний залік  | 28 (кваліфікація)  |
| Барселона 1992 | командний залік   | 3                  |
| Барселона 1992 | вільні врави      | 42 (кваліфікація)  |
| Барселона 1992 | опорний стрибок   | 11 (кваліфікація)  |
| Барселона 1992 | різновисокі бруси | 30T (кваліфікація) |
| Барселона 1992 | колода            | 33 (кваліфікація)  |